# Antoni Wakulicz
Antoni Wakulicz  (* 4. April 1902 in Miedzna, Polen; † 25. November 1988) war ein polnischer Mathematiker. Er studierte an der Universität Warschau und war danach im polnischen Schuldienst tätig. Im Jahre 1949 promovierte er an der Universität Warschau unter der Anleitung von Wacław Sierpiński mit einer Dissertation über ein Thema aus dem Bereich der Ordinalzahlen. Er lehrte als Hochschullehrer an der Schlesischen Universität Kattowitz und führte dort sechs Studenten zur Promotion. 
Antoni Wakulicz arbeitete unter anderem auf dem Gebiet der Elementaren Zahlentheorie, wo er nicht zuletzt einen weiteren Beweis des folgenden klassischen Lehrsatzes lieferte:
Es gibt kein Tripel {\displaystyle (x,y,z)} von ganzen Zahlen mit {\displaystyle x\neq y} und {\displaystyle z\neq 0}, welches die diophantische Gleichung {\displaystyle x^{3}+y^{3}=2z^{3}} erfüllt.